# روفوس روجرز
روفوس روجرز (بالإنجليزية: Anthony Trevelyan Rogers)‏ هو سياسي نيوزلندي، ولد في 12 يوليو 1913 في نيوزيلندا، وتوفي في 18 أغسطس 2009 في نفس البلد. حزبياً، نشط في حزب العمال النيوزيلندي. وقد انتخب عضو مجلس النواب نيوزيلندا.